# Старо сеоско гробље у Рајцу
Старо гробље у Рајцу се налази у селу Рајац, у општини Неготин и у округу Бор. Уписан је у листу заштићених споменика културе Републике Србије.

## Историја
Рајац, српско село, налази се на путу између Зајечара и Неготина. Од Зајечара је удаљено 50, а од Неготина 25 километара.
Након геодетског снимања старог дела гробља у Рајачким пивницама, 2011. године евидентирано је око 1500 надгробних споменика, за које је прикупљена фото-документација. Исте године је започета израда техничке документације, обрађено је 200 објеката. Упоредо са техничким снимањем прикупљена је историјско-етнографска документација за 300 надгробних споменика. Према досадашњим подацима, надгробни споменици на Рајачком гробљу могу се сместити у период од друге половинe 18. до прве половине 20. века.
Ове јединствене споменике правили су исти мајстори, каменоресци са југа Србије, који су заслужни и за изглед најстаријих грађевина, односно Пивница. Постоји једна теорија, да се мештани Рајца нису сахрањивали поред села у којима су живели, него поред оног на брду, у коме су држали вино. То је доста говорило о важности вина у животу људи тог времена и тог краја. На гробљу постоји више српских надгробних споменика из друге половине 18 и 19. века на којима је приказана свастика у значењу соларног симбола. Споменици су изузетно лепо и богато украшени. Највише споменика је у облику стуба, а на врховима многих стубова налазе се камене капе. Занимљиво јесте сличност неких украса, пре свега крстова и свастика са украсима на стећцима.